# 希福尼鳞藓
希福尼鳞藓（学名：Schiffneriolejeunea tumida）为细鳞藓科希福尼藓属下的一个种。